# Ederson Pereira
Ederson Vilela Pereira (* 6. Juni 1990) ist ein brasilianischer Leichtathlet, der sich auf den Langstreckenlauf spezialisiert hat.

## Sportliche Laufbahn
Erste Erfahrungen bei internationalen Meisterschaften sammelte Ederson Pereira bei den Crosslauf-Südamerikameisterschaften, bei denen er zahlreiche Medaillen auf Nachwuchsebene gewann, ehe er bei den Crosslauf-Weltmeisterschaften 2008 in Edinburgh nach 26:25 min den 100. Platz im U20-Rennen belegte. Im Jahr darauf belegte er bei den Juniorensüdamerikameisterschaften in São Paulo in 14:51,82 min den vierten Platz im 5000-Meter-Lauf und gewann in 31:20,38 min die Silbermedaille über 10.000 m. Zuvor erreichte er bei den Crosslauf-Weltmeisterschaften in Amman nach 26:17 min Rang 61 im U20-Rennen. Anschließend wurde er bei den Panamerikanischen Juniorenmeisterschaften in Port of Spain in 14:24,48 min Fünfter über 5000 m. Bei den Crosslauf-Südamerikameisterschaften 2011 in Asunción gelangte er nach 37:52 min auf Rang vier und gewann in der Teamwertung die Goldmedaille und anschließend wurde er bei den Crosslauf-Weltmeisterschaften 2011 in Punta Umbría in 37:55 min 88. Im Jahr 2012 belegte er bei den Ibero-Amerikanischen Meisterschaften in Barquisimeto in 8:19,60 min den sechsten Platz im 3000-Meter-Lauf. Bei den Crosslauf-Weltmeisterschaften 2013 in Bydgoszcz erreichte er nach 35:45 min den 74. Platz und wurde zuvor bei den Crosslauf-Südamerikameisterschaften in Concordia in 41:43 min Sechster und siegte erneut in der Teamwertung. 2016 gewann er bei den Ibero-Amerikanischen Meisterschaften in Rio de Janeiro in 7:56,20 min die Silbermedaille über 3000 m hinter dem Chilenen Carlos Díaz und konnte sein Rennen über 5000 m nicht beenden. Im Jahr darauf wurde er in 1:05:32 h Dritter beim São Paulo-Halbmarathon. Ende Juni gewann er bei den Südamerikameisterschaften in Luque in 13:59,20 min die Silbermedaille über 5000 m hinter dem Chilenen Víctor Aravena.
2019 klassierte er sich bei den Südamerikameisterschaften in Lima mit 14:12,00 min auf dem siebten Platz über 5000 m und konnte sein Rennen über 10.000 m nicht beenden. Anschließend siegte er mit neuer Bestleistung von 28:27,47 min im 10.000-Meter-Lauf bei den Panamerikanischen Spielen ebendort und wurde in 13:58,72 min Siebter über 5000 m. Bei den Halbmarathon-Weltmeisterschaften 2020 in Gdynia lief er nach 1:04:19 h auf dem 90. Platz ein und 2022 gewann er bei den Hallensüdamerikameisterschaften in Cochabamba in 8:40,96 min die Silbermedaille über 3000 m hinter dem Bolivianer Daniel Toroya.
In den Jahren 2018 und 2019 wurde Pereira brasilianischer Meister im 10.000-Meter-Lauf und 2013 siegte er über 5000 m.

## Persönliche Bestleistungen
- 3000 Meter: 7:56,20 min, 14. Mai 2016 in Rio de Janeiro
  - 3000 Meter (Halle): 8:40,96 min, 20. Februar 2022 in Cochabamba
- 5000 Meter: 13:23,24 min, 27. Mai 2017 in Oordegem
- 10.000 Meter: 28:27,47 min, 9. August 2019 in Lima
- Halbmarathon: 1:03:47 h, 26. August 2018 in Buenos Aires
- Marathon: 2:13:15 h, 6. Dezember 2020 in Valencia